# Tonga i olympiska sommarspelen 1992
Tonga deltog i de olympiska sommarspelen 1992 med en trupp bestående av fem deltagare, alla män, men ingen av dessa erövrade någon medalj.

## Friidrott
Herrarnas 100 meter
- Tolutau Koula
  - Heat — 10,85 (→ gick inte vidare)

Herrarnas 400 meter häck
- Paeaki Kokohu
  - Heat — 56,99 (→ gick inte vidare)